# 獵豔
獵豔（Nanpa）是指在公眾場所或網路向陌生人搭訕，以尋求同意發展戀愛關係或成為一夜情對象、性伙伴的行為。
日本以和製漢語軟派（日语：、nanpa），指稱這種行為。中國古代另以漁色形容貪逐女色，如以網捕魚。

## 概述
獵豔者通常會在公共場所如街道、車站、商場、餐館、酒吧等尋覓心儀對象，然後上前攀談；有時會說一些讚美話或甜言蜜語，吸引對方與自己交往。互聯網普及後，人們也會通過即時通訊軟件或社交網站獵豔。